# 洛杉磯時報

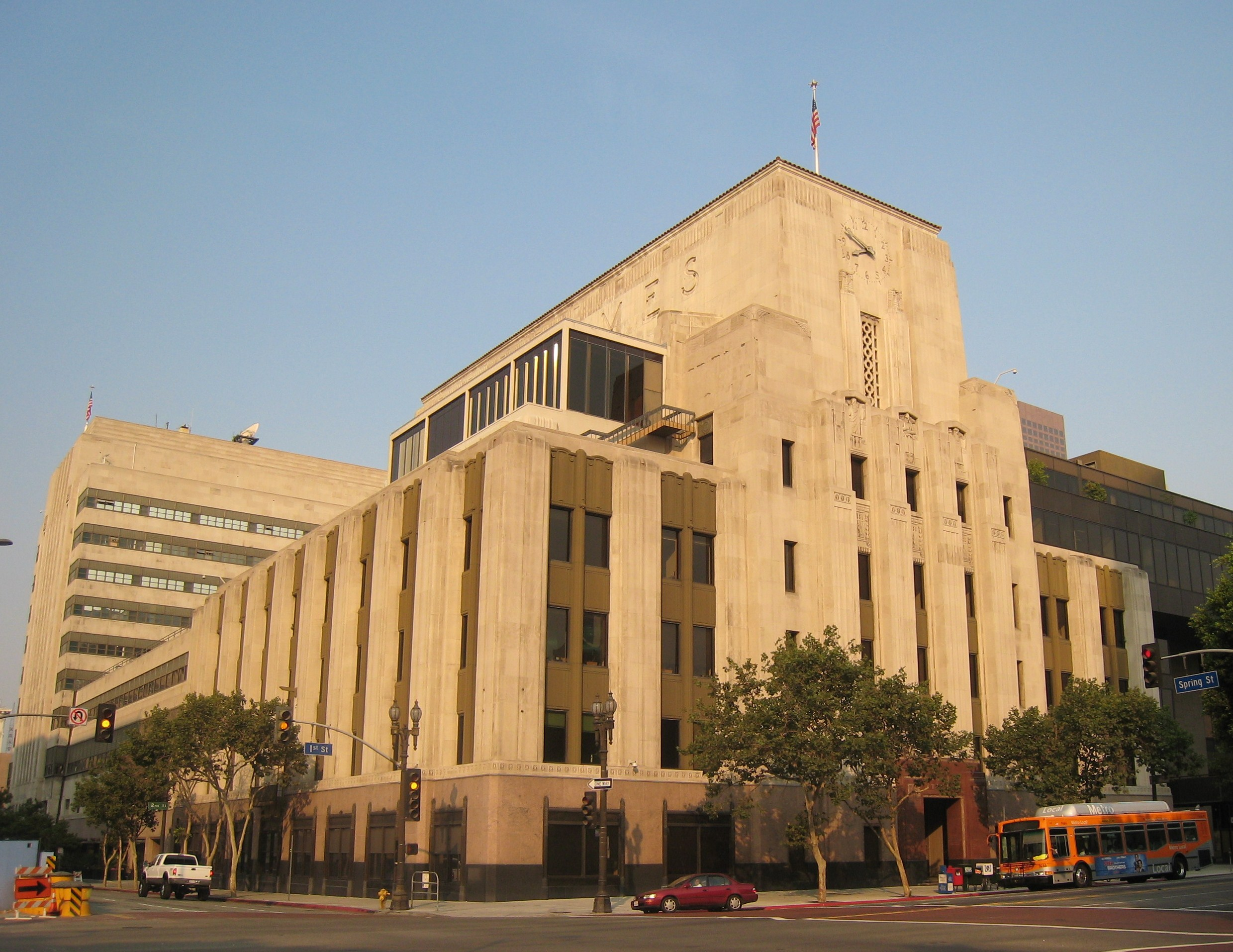
洛杉磯時報總部

《洛杉磯時報》（英語：Los Angeles Times），又稱《洛城時報》，美國發行量最大的報紙之一。

## 历史
創刊于1881年12月4日。其主要發行地區為加利福尼亞州。最初创办人为托马斯·加德和内森·科尔。1882年8月由哈里森·格雷·奥迪斯接办。1917年交由奥迪斯女婿哈里·钱德雷接管。
洛杉磯時報一向以發行量以及發行張數自豪，但是互聯網的興起使這樣傳統報業經營的模式起了變化。據估計，自互聯網開通以來，洛杉磯時報的銷售量下跌百分之三十，該報苦撐待變，書評、評論、房地產等等版面被裁減。在2010年一月底，洛杉磯時報宣布了縮版、進一步減少張數計畫。一個版面減少十平方公分，經濟版被打散到各個要聞版，但是洛杉磯時報一向注重的體育版則仍然單獨保留下來。
《洛杉磯時報》的編採人員數目從1990年代後期最高峰時的1,200人縮減至2017年的400人左右。
2018年2月7日，《洛杉磯時報》母公司Tronc公司宣佈以5億美元的價錢出售《洛杉磯時報》和《聖迭戈聯合論壇報》等報紙予美國華人企業家黃馨祥的投資公司，後者也將承擔9000萬美元的員工退休金債務。
2024年10月，《洛杉磯時報》在2024年美國總統選舉前夕拒絕背書任何總統候選人，其老闆黃馨祥在選後表示他的報紙《洛杉磯時報》已經混淆了新聞和觀點，並誓言要將報紙帶回到正確方向區分新聞和觀點，他表示「媒體只應該報導事實」，讓所有的聲音都能被聽到。

## 外部連結
- 官方網站 （页面存档备份，存于）